# Szkoła Kanō
Szkoła Kanō (jap. 狩野派 Kanō-ha) – japońska szkoła malarska, główna obok szkoły Tosa, szkoła japońskiego malarstwa pomiędzy XV a XVII wiekiem.

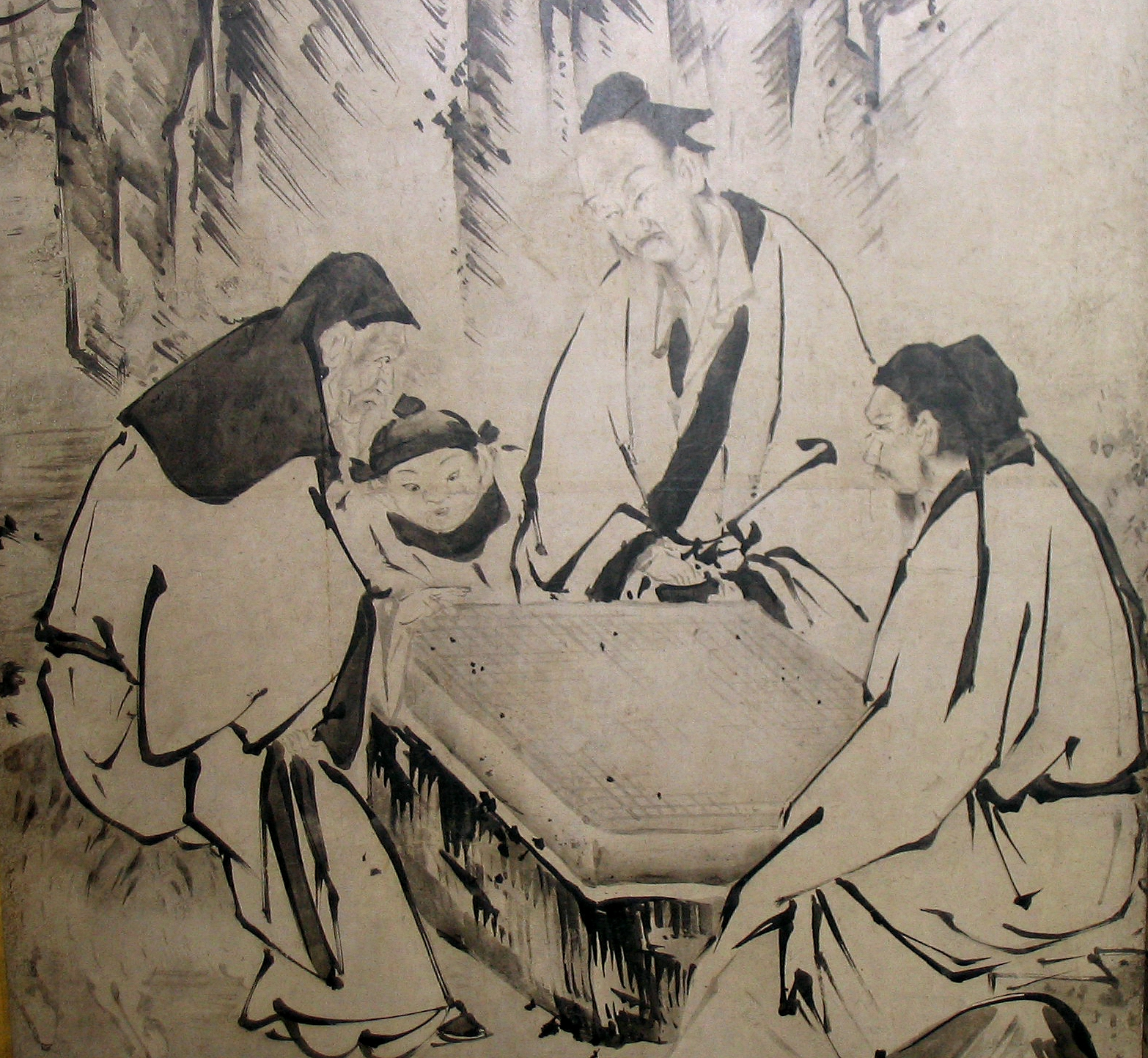
Obraz Eitoku Kanō, malarza należącego do szkoły Kanō

Szkoła powstała w XV wieku, a nazwa wywodzi się od miejsca pochodzenia jej twórców: wsi Kanō w prowincji Izu. Za protoplastę szkoły uchodzi Kagenobu Kanō (daty życia nieznane), urzędnik dworski wywodzący się z warstwy samurajskiej, amatorsko zajmujący się malarstwem. Styl szkoły ukształtowali syn i wnuk Kagenobu, Masanobu Kanō (1434–1504) i Motonobu Kanō (1476–1559), zaś formułę artystyczną skodyfikował ostatecznie Tan’yū Kanō (1602–1674). 
Przez wiele pokoleń twórcy ci reprezentowali oficjalny styl świątyń zen, przywódców militarnych i kolejnych siogunów, a ich twórczość definiowała oficjalny kanon malarstwa japońskiego. W XVII wieku, wraz z przeniesieniem się dworu do Edo, szkoła rozpadła się na kilka odłamów. Jej ostateczny upadek nastąpił w połowie XIX wieku. W okresie Meiji tradycje szkoły Kanō kontynuowali Hōgai Kanō (1828–1888) i Gahō Hashimoto (1835–1908).
Styl szkoły Kanō cechował się ekspresyjnością, z ostrymi, wyrazistymi pociągnięciami pędzla. Głębia obrazu, u pierwszych jej przedstawicieli sprowadzona do dwóch planów, z czasem została ograniczona do jednego. Początkowo prosta i surowa twórczość szkoły Kanō z czasem zaczęła ewoluować w kierunku bardziej dekoracyjnym, Eitoku Kanō (1543–1590) wprowadził do obrazów charakterystyczne złote tła.
Artyści szkoły Kanō tworzyli w rozmaitych stylach: yamato-e, suiboku-ga i kanga. Ich twórczość jest różnorodna, obejmuje zarówno dekoracje na panelach fusuma i wachlarzach, obrazy typu emakimono i kakemono, jak i tabliczki wotywne ema. W XVI wieku malarze ze szkoły Kanō jako pierwsi w Japonii tworzyli obrazy rodzajowe.

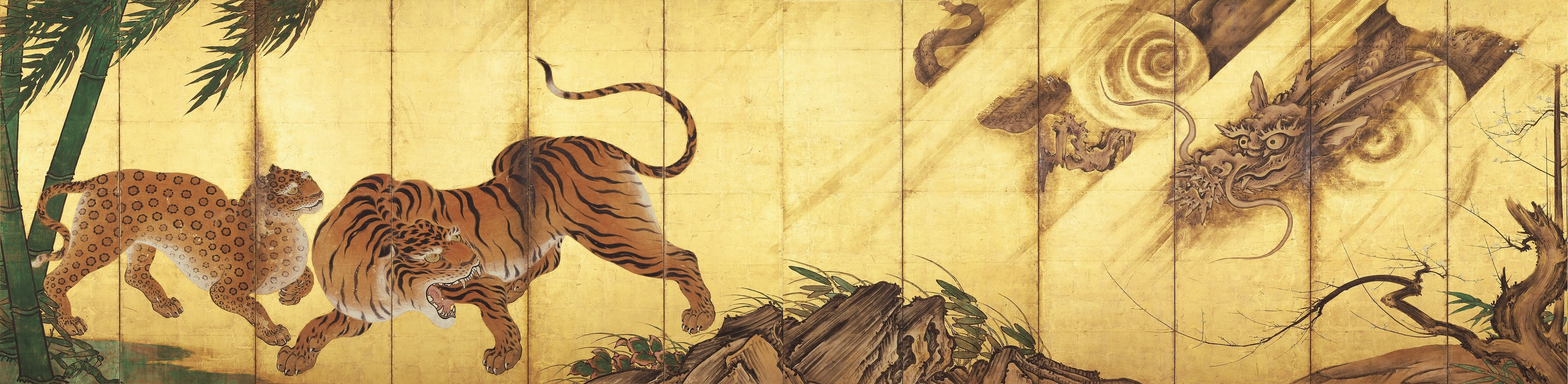
Sanraku Kanō (1559-1635), Tygrysy i smoki, para składanych parawanów, XVII w.